# 2022 na música brasileira
A seguir estão listados eventos notáveis e lançamentos ocorridos em 2022 na música no Brasil.

## Acontecimentos
- Durante os dias 25, 26 e 27 de março acontece no Autódromo de Interlagos em São Paulo a 9.ª edição brasileira do Festival Lollapalooza.[1]

## Mortes
- 23 de fevereiro: Paulinha Abelha (43, cantora de forró eletrônico e ex-membro do grupo Calcinha Preta)
- 29 de março: Joel Psirico (33, cantor, músico e membro do Grupo Samba da Periferia e do Pagolada)
- 24 de agosto: Marilene Galvão, (80, cantora, instrumentista e ex-membro da dupla sertaneja As Galvão)